# Pacific Nations Cup
Der Pacific Nations Cup ist ein internationales Rugby-Union-Turnier, früher auch als IRB Pacific 5 Nations bekannt. Er wurde vom International Rugby Board (IRB, heute World Rugby) ins Leben gerufen, um die Sportart im pazifischen Raum zu fördern. Aktuell nehmen sechs Nationalmannschaften teil: Fidschi, Japan, Kanada, Samoa, Tonga und die Vereinigten Staaten.

## Geschichte
Teilnehmer am Wettbewerb, der das Turnier Pacific Tri-Nations ablöste, waren zunächst neben Fidschi, Samoa, Tonga und Japan die Junior All Blacks und Australia A. Zur ersten Austragung des Turniers im Jahr 2006 war Australien eingeladen worden, das aber ablehnte, ehe die Australian Rugby Union am 18. Oktober 2006 bekanntgab, dass das Land ab 2007 mit Australia A, der Reservemannschaft der „Wallabies“, doch am Turnier teilnimmt. Somit waren 2007 und 2008 sechs Mannschaften im Wettbewerb vertreten. Aus diesem Grund erfolgte die Umbenennung des Turniers von IRB Pacific 5 Nations in Pacific Nations Cup.
2008 ersetzten die New Zealand Māori die Junior All Blacks. Diese Entscheidung wurde ein Jahr später jedoch wieder revidiert, sodass die Junior All Blacks an der Ausgabe 2009 teilnahmen. Die Mannschaft Australia A wurde im Jahr 2009 aus finanziellen Gründen aufgelöst. Im selben Jahr gaben auch die Junior All Blacks ihren Rückzug bekannt, sodass bis 2012 nur noch vier Teams um den Titel beim Pacific Nations Cup spielten. Von 2013 bis 2015 sowie 2019 und 2024 wurden Kanada und die USA eingeladen, 2018 Georgien. 2023 nahmen Fidschi, Samoa, Tonga und Japan an dem Turnier teil.

## Format
Das Turnier wird im Format Jeder-gegen-Jeden ausgetragen. Ein Sieg wird mit vier Punkten belohnt. Für ein Unentschieden erhält man zwei und für eine Niederlage keinen. Bonuspunkte erhalten die Teams, wenn sie vier oder mehr Versuche in einem Spiel schaffen, egal ob sie gewinnen oder verlieren, oder wenn ein Team mit sieben oder weniger Punkten Differenz verliert.

## Siegerliste

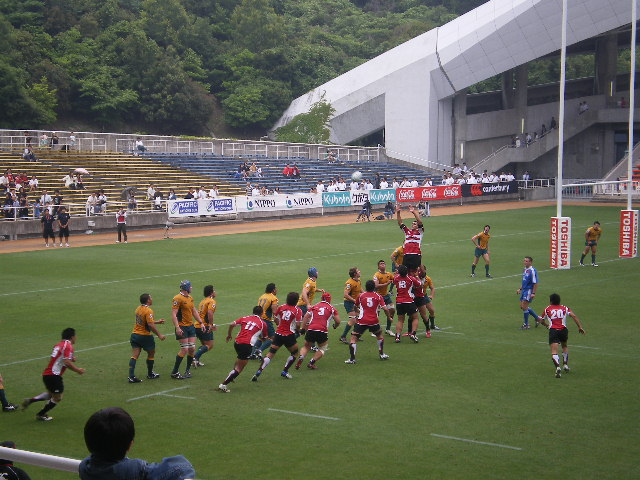
Japan – Australia A, 2008

| Turnier | Sieger            |
| ------- | ----------------- |
| 2006    | Junior All Blacks |
| 2007    | Junior All Blacks |
| 2008    | New Zealand Māori |
| 2009    | Junior All Blacks |
| 2010    | Samoa             |
| 2011    | Japan             |
| 2012    | Samoa             |
| 2013    | Fidschi           |
| 2014    | Japan Samoa       |
| 2015    | Fidschi           |
| 2016    | Fidschi           |
| 2017    | Fidschi           |
| 2018    | Fidschi           |
| 2019    | Japan             |
| 2022    | Samoa             |
| 2023    | Fidschi           |
| 2024    | Fidschi           |
| 2025    |                   |